# Laemoglyptus bhutanensis
Laemoglyptus bhutanensis – gatunek chrząszcza z rodziny omomiłkowatych i podrodziny Silinae.
Gatunek ten został opisany w 2012 roku przez Vladimíra Švihlę i Andreasa Kopetza. Należy do grupy gatunków L. bomfordii i podgrupy gatunków L. bhutanensis.
Omomiłkowaty o ciele długości od 6,6 do 8 mm. Oczy samca silnie wyłupiaste, samicy mniejsze. Głowa i czułki ciemne do czarnych, zaś żuwaczki ceglaste. Czułki u samicy piłkowane, u samca z wyrostkami na członach 3-10 znacznie dłuższymi niż dany człon. Przedtułów barwy pomarańczowej lub terakoty z dwoma podłużnymi pasami barwy sepii. Głowa i przedplecze bardzo drobno i bardzo rzadko punktowane. Owłosienie tej pierwszej brązowe, zaś przedplecza i pokryw żółte. Obrzeżenia boczne przedplecza położone daleko od jego nasady, w widoku grzbietowym częściowo otwarte bocznie. Wystające części przedplecza najwyżej umiarkowanie wypukłe. Pokrywy czarniawe. Narządy rozrodcze samca z końcówką zlanych paramer niezakrzywioną dobrzusznie i nieobrzeżoną szeroko. Wewnątrz grzbietowej części edeagusa występuje silny kil. Wewnętrzna strona laterophyses ząbkowana, a ich końce rozbieżne.
Chrząszcz endemiczny dla Bhutanu.